# Sandrine Bélier
Sandrine-Sabrina Bélier (ur. 2 września 1973 w Longjumeau) – francuska polityk, prawniczka i działaczka ekologiczna, posłanka do Parlamentu Europejskiego VII kadencji.

## Życiorys
Studiowała prawo na Université Paris-Sud i Université de Strasbourg III. Uzyskała dyplomy DESS w zakresie prawa ochrony środowiska i DEA w zakresie prawa publicznego. Pracowała w szeregu różnych organizacji ekologicznych (w tym we władzach France nature environnement), zajmowała się także prowadzeniem wykładów na uczelniach w Miluzie i Strasburgu.
W wyborach w 2009 z listy Europe Écologie uzyskała mandat deputowanej do Parlamentu Europejskiego VII kadencji. Zasiadła w grupie Zielonych – Wolnego Sojuszu Europejskiego.